# Wu Su-ching
Wu Su-ching (* 21. Juli 1970) ist eine ehemalige taiwanische Fußballspielerin.

## Karriere
Wu spielte im November 1991 für National Sport in ihrer taiwanischen Heimat. Die Mittelfeldspielerin stand bei der Weltmeisterschaft 1991 im Kader der Nationalmannschaft, die das Viertelfinale erreichte, und kam auf vier Einsätze gegen Italien (0:5), Deutschland (0:3), Nigeria (2:0) und die Vereinigten Staaten (0:7).